# Minata Soro
Pour les articles homonymes, voir Soro.
Minata Soro (née le 1er mai 2002) est une coureuse cycliste ivoirienne.

## Carrière
Elle est sacrée championne de Côte d'Ivoire en 2020.
Aux Championnats d'Afrique de cyclisme sur piste 2021 au Caire, Minata Soro rentre dans l'histoire du cyclisme ivoirien en obtenant le premier podium de la Côte d'Ivoire avec une médaille de bronze en scratch ; elle remporte ensuite la médaille d'argent du keirin.
Elle est médaillée de bronze du championnat d'Afrique sur route espoirs 2022 à Charm el-Cheikh.

## Palmarès sur piste

### Championnats d'Afrique
- Le Caire 2021
  -  Médaillée d'argent du keirin
  -  Médaillée de bronze du scratch
- Abuja 2022
  -  Médaillée de bronze de la vitesse individuelle

## Palmarès sur route
- 2020
  -  Championne de Côte d'Ivoire
- 2022
  -  Championne de Côte d'Ivoire
  -  Médaillée de bronze du championnat d'Afrique sur route espoirs

### Classements mondiaux
| Année                                 | 2022 |
| ------------------------------------- | ---- |
| Classement UCI                        | 322e |
|                                       |      |
| Légende : nc = non classéSource : UCI |      |